# Stefan Wolpe

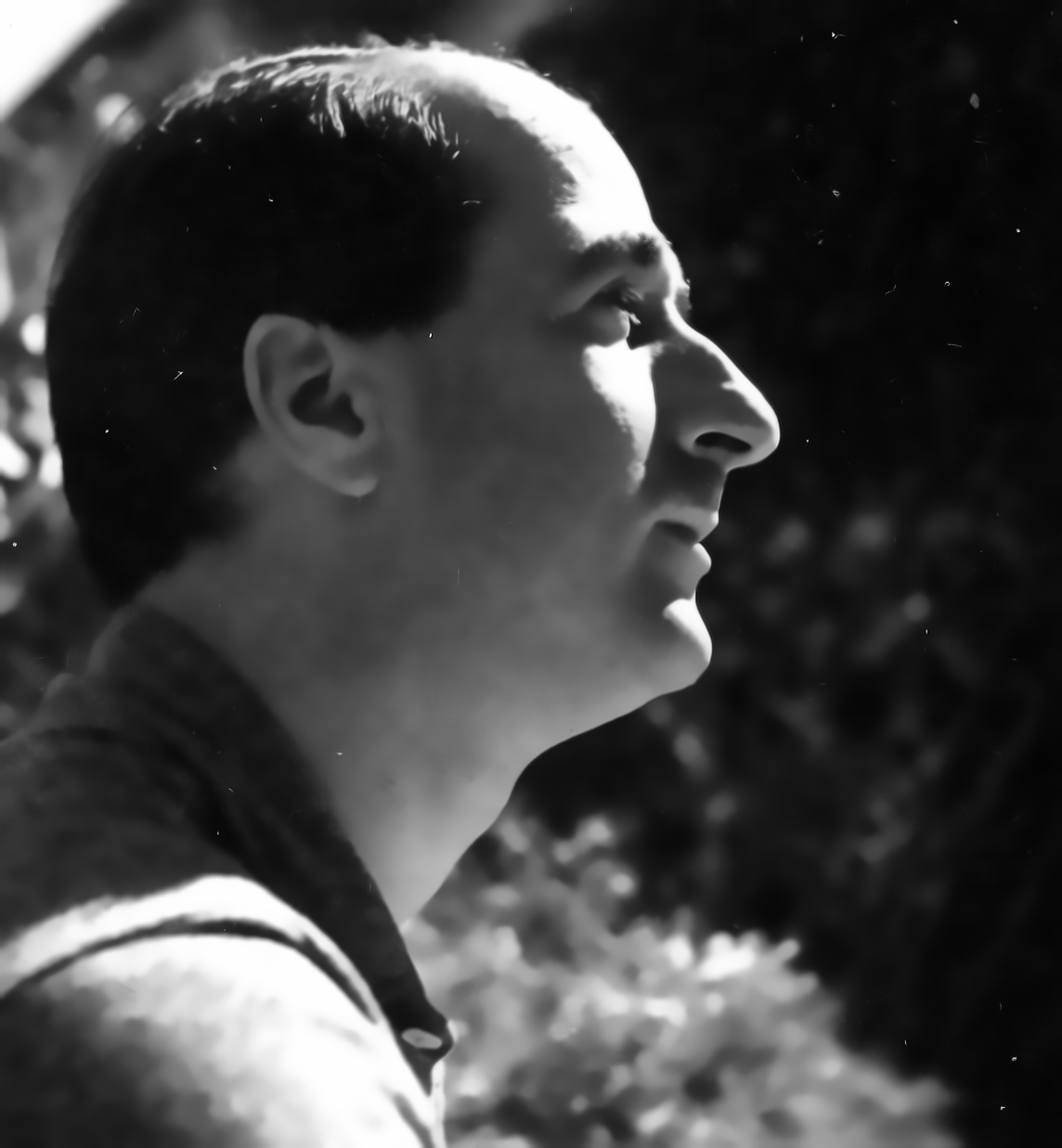
Stefan Wolpe in Jerusalem (~1938)

Stefan Wolpe (* 25. August 1902 in Berlin; † 4. April 1972 in New York City, Vereinigte Staaten) war ein US-amerikanischer Komponist deutscher Herkunft.

## Leben
Wolpe wurde 1902 in Berlin geboren, genoss früh musikalischen Unterricht und studierte in seiner Heimatstadt Komposition, Kontrapunkt und Harmonielehre. Bei seinen Lehrern (u. a. Paul Juon) war er aber vom „ständigen Fugenschreiben“ bald gelangweilt, sodass der Kontakt zu dem in Berlin eine Lehrtätigkeit aufnehmenden Ferruccio Busoni eine Offenbarung gewesen sein musste. In dessen offenen Gesprächsklassen wehte ein anderer ästhetischer Wind, Wolpe bekam so Zugang zu führenden zeitgenössischen Künstlern seiner Zeit, zu Hermann Scherchen, den Berliner Dadaisten und dem Bauhaus in Weimar (dort Kontakt mit Gertrud Grunow).
Über Hans Heinz Stuckenschmidt stieß Wolpe zur Künstlervereinigung „Berliner Novembergruppe“, der u. a. Philipp Jarnach, Hanns Eisler und Kurt Weill angehörten. Nach einigen expressionistischen Frühwerken begann Wolpe politisch aktiv zu werden und schrieb Agitproplieder. Er nahm in seinem Werk Anregungen der Zweiten Wiener Schule ebenso vital auf wie Jazz, Gebrauchsmusik oder später die serielle Musik. 1926 entstand die Kabarett-Oper Zeus und Elida, die den Größenwahn Hitlers persifliert.
1928 heiratete Wolpe die Malerin Ola Okuniewska, die von 1919 an zu den ersten Schülern von Johannes Itten am Weimarer Bauhaus gehört hatte; die gemeinsame Tochter Katharina Wolpe sollte später als Pianistin eine wichtige Interpretin der Werke ihres Vaters werden.
Die Politik setzte dem Wirken des Juden und überzeugten Kommunisten ein jähes Ende. Wolpe flüchtete über verschiedene Stationen in Europa schließlich zusammen mit seiner zweiten Frau, der rumänischstämmigen Pianistin Irma Schoenberg (später: Irma Rademacher) nach Palästina, wo er aufgrund seiner radikalen musikalischen Anschauungen keine Anerkennung fand. So zog er 1938 weiter in die USA, auch dort hatte er Schwierigkeiten, beruflich Fuß zu fassen. Währenddessen entwickelte er eine dodekaphonische Kompositionsweise komplex weiter, viele seiner Werke tragen lediglich den Titel Musik für … oder bezeichnen die Kompositionstechnik (Studie im Hexachord). Die Vereinigung heterogener Elemente, auch in der Zeitorganisation, führte zu äußerst schweren, rhythmisch avancierten Werken. Es entstanden jedoch auch viele expressionistisch-tonale Kompositionen, so etwa das während des Zweiten Weltkrieges geschriebene riesenhafte Battle Piece für Klavier oder der Zyklus von Vier hebräischen Chorgesängen. Wolpe spürte die Musik seines Volkes in „seinem Blut“, wie er selbst sagte, und war sehr glücklich über die Arbeit an diesem Chorwerk, das für einen Wettbewerb entstand. Diese vorrangig tonale Musik entstand wie eine lyrische Insel im Kontext der nach dem Weltkrieg von Wolpe entwickelten Stilistik von musikalischer Simultanität und Klang-Raum-Kompositionen.

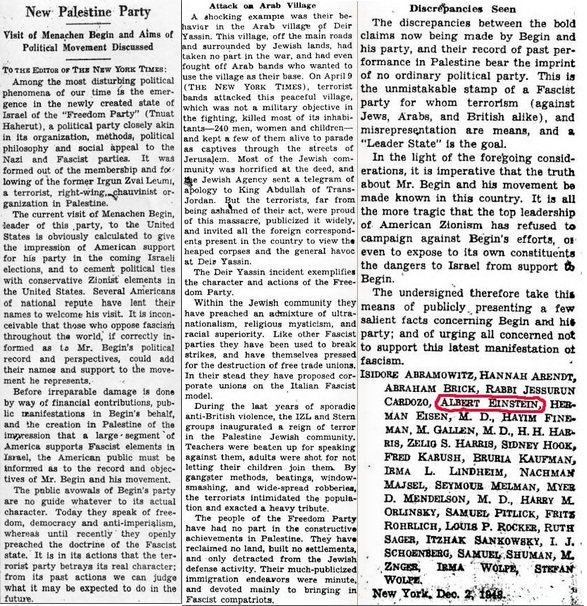
Erklärung mit den Unterschriften von Irma und Stefan Wolpe

Im Dezember 1948 unterschrieb Stefan Wolpe zusammen mit seiner Frau Irma Wolpe und 24 anderen Intellektuellen, darunter Hannah Arendt und Albert Einstein, einen Leserbrief an die New York Times, der sich sehr kritisch mit Menachem Begin auseinandersetzte. Begin hatte Geld für seine Cherut-Partei gesammelt und wurde von den Unterzeichnern als Terrorist und Faschist bezeichnet.
Zunächst unterrichtete Wolpe in Philadelphia Kompositionslehre an der Music Academy und der Settlement Music School. 1948 hatte er in New York City die Contemporary Music School gegründet, an der Komposition für Klassische Musik und für Jazz gelehrt wurde. Seit den 1950er Jahren wirkte er vorrangig als Lehrer in den USA, zunächst ab 1952 am avantgardefreundlichen Black Mountain College bei Asheville, North Carolina. Dort entstanden die Werke Enactments und Symphony. Nach Schließung des Black Mountain Colleges kehrte er nach New York zurück. Ab 1952 lebte er in dritter Ehe mit der amerikanischen Dichterin Hilda Morley zusammen. Zu seinen Schülern zählten u. a. der Pianist David Tudor und die Komponisten George Russell, Johnny Carisi und Morton Feldman. Von 1955 bis etwa 1967 leitete er den Bereich Musik am C. W. Post College der Long Island University. In den 1950er und 1960er Jahren unterrichtete er zeitweise auch in Berlin und 1956 und 1960 bis 1962 bei den  Darmstädter Ferienkursen. 1963 wurde bei Wolpe die Parkinsonsche Krankheit festgestellt, er konnte bis zu seinem Tod 1972 nur noch phasenweise arbeiten; die Komposition wichtiger Spätwerke wie der Chamber Pieces Nr. 1 und 2, Form IV – Broken Sequences (for piano) und des Quartetts From here on farther (1969) konnte von dem im Rollstuhl sitzenden Wolpe nur dank neuer Pharmazeutika (L-Dopa) überhaupt vollendet werden.

## Bedeutung
Dem Komponisten Stefan Wolpe blieb aufgrund der eigenen gebrochenen Biografie eine Bedeutung zu Lebzeiten nahezu versagt; er ist einer der vielen deutschen Künstler, die während der Zeit des Nationalsozialismus ins amerikanische Exil gingen und nicht mehr zurückkehrten.
Wolpe zählt zu den wichtigsten Stimmen musikalischer Innovation im 20. Jahrhundert. Die Pfade, die er mit seinen Werken betrat, sind verschlungen und vielseitig, vielleicht ist ihm deshalb die Anerkennung im Konzertsaal und unter Musikliebhabern zu Lebzeiten verwehrt geblieben. Zeus und Elida hatte 2012 im Gelsenkirchener Musiktheater im Revier seine deutsche Erstaufführung.
Der Jazzmusiker Tony Scott widmete ihm auf seinem Album Sung Heroes (1959) ein Stück (For Stefan Wolpe), in dem er Zwölftonmotive des Komponisten verarbeitete.

## Kompositionen (beispielhaft das Klavierwerk)
Das Klavier war in Wolpes Schaffen außerordentlich wichtig – Klavierkompositionen ziehen sich durch alle Schaffensphasen und Wolpe selbst war ein ausgezeichneter Pianist mit „zyklopischer Kraft“ (Stuckenschmidt). Die Klavierkompositionen der 1920er Jahre fasste er selbst später zu einem Zyklus von sechs Stücken zusammen. Sie geben Aufschluss über Wolpes Souveränität in verschiedenen Musiksprachen: Der Gesang, weil ich etwas Teures verlassen muss (1920) – der Bauhaus-Künstlerin Friedl-Dicker gewidmet – steht in Verwandtschaft zu Schönbergs frühen Klavierstücken und dessen „Farben“ für Orchester, ein spontan-expressionistisches Werk.
Die Stehende Musik (1925), einziger erhaltener Satz aus Wolpes 1. Klaviersonate, überrascht mit einem rhythmischen Feuerwerk, das den Geist von Futurismus und Maschinenmusik atmet – der Titel deutet hingegen auf mehr: „[…] der Begriff der musikalischen Zeit wird bis auf seine Grenzen hin analysiert“ (Stuckenschmidt zum Gedanken einer „stehenden Musik“), und das Prinzip der Wiederholung ist einziges „Thema“ dieses Werkes. Das Stück wurde in einem Konzert der Novembergruppe unter dem Motto der „stehenden Musik“ uraufgeführt. Der vor der Wiederholung der Werke gereichte Tee besänftigte nicht; das der Dada-Bewegung nahestehende destruktiv orientierte Konzert geriet zu einem Skandal.
Die kleineren Stücke Rag-Caprice, Tango (beide 1927) und Marsch Nr. 1 (1929) sind eher nüchterne Stücke im Stile der neuen Sachlichkeit, abstrakte Werke, in denen die Anklänge an die Originalformen auf Bruchstücke reduziert sind. Später entstanden eine Studie über eine Allintervallreihe sowie eines seiner Hauptwerke, das 1943 bis 1944 im Angesicht des Krieges geschriebene Battle Piece, in dem Wolpe volle Emotionalität, extreme Bilder zeigt und eine fast halbstündige Soloklavier-Anklage formuliert.

## Ehrungen
1949 wurde ihm von der American Academy of Arts and Letters für sein „originelles kompositorisches Werk“ ein Preis verliehen.

“… in recognition of his devotion to highest musical ideals expressed in his own music with striking originality …”

Seit 1966 war er Mitglied der American Academy of Arts and Letters.

## Diskographie
- Stefan Wolpe, Piano Music – Geoffrey Douglas Madge, Klavier – bei cpo
- Stefan Wolpe, Symphony No. 1; Yigdal Cantata; Chamber Piece I + II – NDR-Symphonieorchester/Johannes Kalitzke, NDR-Chor u. a. – Arte Nova Classics
- Stefan Wolpe, Remembering the Dancemaster, Katharina Wolpe - Piano, LARGO 5120 Polifonica, 1992